# Ptolemeu IV Filopàtor
Ptolemeu IV Filopàtor (Πτολεμαῖος) fou rei d'Egipte del 222 aC al 205 aC.

## Antecedents
Fou el fill gran i successor de Ptolemeu III Evergetes I. La seva mare fou la reina Berenice II (Berenice de Cirene). Es va casar amb la seva germana Arsínoe III o Arsínoe Eurídice. És descrit com a dèbil, efeminat i viciós i se'l considera l'iniciador de la decadència de la dinastia.

## Inicis del regnat
Un dels seus primers actes fou l'assassinat del seu germà Magas, i de la seva mare Berenice II; el primer perquè tenia molta influència a l'exèrcit en el qual era molt popular. També va fer matar el seu oncle Lisímac, germà de Ptolemeu III Evergetes. En aquestes morts va tenir activa participació el seu ministre Sosibi.
L'exrei espartà Cleòmenes III, que també era molt popular entre les tropes mercenàries, fou posat poc després en confinament del que es va escapar i va intentar una revolta a Alexandria, però va fracassar i es va suïcidar.
Liquidats els seus potencials enemics interns es va dedicar a una vida d'indolència i luxúria deixant els afers corrents al seu ministre Sosíbios. Aquest no fou la persona adequada: la disciplina de l'exèrcit es va relaxar i el desordre va començar a ser general a tot el país.

## La guerra de Síria
El selèucida Antíoc III el Gran va decidir llavors que havia de recuperar Celesíria aprofitant l'estat intern d'aquest país i l'eufòria per les darreres victòries selèucides, i va atacar Selèucia de Piera que va ocupar, i després va avançar cap al sud on el governador egipci, un etoli anomenat Teodot, li va entregar sense lluita Tir i Ptolemaida (Acre) el que va permetre a Antíoc dominar gran part de Fenícia.
El 220 aC Antíoc va assetjar Dora, però davant el temor del gran nombre de soldats egipcis concentrats a Pelúsion, es va signar una treva de quatre anys.
Mentre durava la treva els egipcis van reunir gran nombre de forces mercenàries gregues i el 218 aC van poder oposar als selèucides un fort exèrcit dirigit per Nicolaos i una flota dirigida per Perígenes. Nicolaos però, fou derrotat a Porfíreon i això va posar la major part de Celesíria en mans d'Antíoc.
L'any següent (217 aC) Ptolemeu va agafar personalment el comandament i va sortir d'Alexandria amb 70.000 infants i 5.000 cavalls Egipte i es va enfrontar a les forces d'Antíoc a Rafah en una batalla en la qual els egipcis van fer servir 70 elefants de Líbia i els selèucides 120 elefants de l'Índia (tenien vuitanta mil soldats); si bé l'ala esquerra dels egipcis fou desfeta, els egipcis van aconseguir la victòria (22 de juny del 217 aC) i els selèucides van perdre catorze mil soldats.
Es va signar la pau per la qual Antíoc va retornar la Celesíria a Egipte i Ptolemeu va acceptar aquesta mínima avantatge pel desig de retornar a la seva vida indolent. Aquesta guerra fou anomenada "IV Guerra Síria".

## Els jueus i els nadius
Al seu retorn de l'expedició Ptolemeu va passar per Jerusalem i el gran sacerdot li va refusar l'entrada al temple, el que sembla que li va provocar una animadversió contra els jueus. Al retornar a Alexandria va retirar als jueus de la ciutat els privilegis dels quals gaudien i va iniciar contra ells una persecució.
Per la mateixa època es va produir una revolta dels nadius egipcis, de la que no es coneixen detalls però que va durar bastant de temps i només fou reprimida amb molta sang (Polibi 5.107, 14.12-Z2.). Va afectar la zona del delta i fou dirigida per un cap anomenat Hugronafor que es va proclamar faraó i va resistir uns quants anys, i després pels seus successors Ankhmakis. La rebel·lio va durar fins al 186 aC.

## Política general
A la seva tornada l'ambiciosa Oenant va presentar al rei a la seva filla Agatoclea i al seu fill Agàtocles, i van exercir sobre el rei força influència fins al punt de què Ptolemeu va fer matar la seva dona i germana Arsinoe i es va aparellar amb Agatoclea, que des de llavors fou la seva amistançada i el seu germà Agàtocles va passar a ser un dels ministres principals, junt amb Sosíbios, si bé aquest darrer va continuar al capdavant de l'administració.
Amb Grècia va seguir la política d'amistat amb Atenes. Va fer de mediador en la pau entre Felip V de Macedònia i la Lliga Etòlia. I va romandre aliat dels romans als quals va proveir de gra durant la seva guerra amb Cartago.
Una notícia diu que va construir el vaixell més gran del món amb 40 rems per cada costat. La literatura i la cultura en general va continuar gaudint del seu suport i especialment fou patró del gramàtic Aristarc.

## Agatoclea i la mort del rei
Va morir probablement el 28 de novembre del 205 aC o uns dies abans, deixant de la seva dona només un fill de 5 anys.
A la mort del rei a finals del 205 aC el ministre Agàtocles i el seu cercle de col·laboradors van amagar la notícia per tenir temps d'apoderar-se del tresor reial i van conspirar per col·locar el mateix Agàtocles al tron però finalment van decidir, gràcies a la col·laboració de Sosíbios, tutor del jove Ptolemeu V Epífanes i fill del ministre del mateix nom (que ja havia mort), de col·locar aquest al tron el 204 aC però sota la tutela d'Agatoclea.
Aviat els macedonis i egipcis d'Alexandria es van revoltar sota la direcció de Tlepòlem; el palau reial fou rodejat pels rebels una nit fins que hi van entrar. Agàtocles i Agatoclea van implorar per les seves vides però en debades. Agàtocles fou mort pels seus propis companys per evitar-li una mort més cruel; i Agatoclea, junt amb les seves germanes i la mare, es van refugiar en un temple, on foren mortes per les turbes. Tots els que havien tingut alguna part en la mort d'Arsinoe Eurídice foren executats.